# 林和良
林 和良（はやし かずよし、1978年6月19日 - ）は、日本の男性声優。北海道出身。ケンユウオフィス所属。

## 来歴
以前はエーエス企画に所属していた。talk back卒業。

## 人物
趣味は映画鑑賞、ダーツ。

## 出演

### テレビアニメ
2009年
- うみものがたり 〜あなたがいてくれたコト〜（ガイコツ兵士）
- 狼と香辛料（商人）
- クイーンズブレイド 玉座を継ぐ者（客B）
- 東京マグニチュード8.0（ハイパーレスキュー隊）
- 花咲ける青少年（サレハ、ハリス）
- BLEACH（死神A）

2010年
- 裏切りは僕の名前を知っている（警官B、先輩刑事）

2011年
- THE IDOLM@STER（屋台の親父）
- あの日見た花の名前を僕達はまだ知らない。（作業員）
- 灼眼のシャナIII-FINAL-（ストラス）
- ジュエルペット サンシャイン（マグロ）
- SKET DANCE（嶋崎崇夫）
- ダンタリアンの書架（男B）
- 花咲くいろは（福屋番頭、旅館客A、旅館客）
- ベン・トー（サバゲー仲間）
- ラストエグザイル-銀翼のファム-（アデス連邦艦長、ジャレッド、トゥラン副長、グラキエス長老B 他）
- レベルE（運転手）

2012年
- アクエリオンEVOL（見張り）
- エリアの騎士（秋本直紀）
- キングダム（田有、老人、趙軍参謀、魯延、単元 他）
- CØDE:BREAKER（父親）
- トータル・イクリプス（管制官、ソ連OP、オルロフ軍曹）
- 夏色キセキ（プロデューサー、審査員）
- NARUTO -ナルト- SD ロック・リーの青春フルパワー忍伝（手下、抜忍、山賊B、草忍、検査官、騎馬 他）
- マギ（スライムB）
- ヨルムンガンド（兵士）
- LUPIN the Third -峰不二子という女-（警官）

2013年
- RDG レッドデータガール（リカルド）
- 犬とハサミは使いよう（茶堂元治）
- 宇宙兄弟（ガザエフ）
- 有頂天家族（天狗C、骨董屋店主）
- PSYCHO-PASS サイコパス（ヘルメット男）
- 絶園のテンペスト（ディレクター）
- とある科学の超電磁砲 シリーズ（2013年 - 2020年、カイツ＝ノックレーベン） - 2シリーズ

2014年
- アイカツ!（白樺静生）
- 東京ESP（特戦1課隊長）
- ブレイク ブレイド（バデス、重臣A）

2017年
- 幼女戦記（グンナー）
- 有頂天家族2（清水忠二郎）

2021年
- ゴジラ S.P ＜シンギュラポイント＞（司会、役場職員、機長、アナウンサーA、旅団長 他）

2024年
- アクロトリップ（ナレーション）

### 劇場アニメ
- 人狼 JIN-ROH（2000年）
- ブレイク ブレイド（2010年、バデス、魔動技術士C）
- 豆富小僧（2011年）
- 青の祓魔師 ―劇場版―（2012年）
- 神秘の法（2012年、総理大臣）
- 劇場版 あの日見た花の名前を僕達はまだ知らない。（2013年、作業員A）

### OVA
- 最遊記外伝（2011年）
- 間の楔（2012年、ブロンディーB）

### ゲーム
2009年
- スターオーシャン4 -THE LAST HOPE-
- 零・超兄貴（アドン）

2010年
- HOSPITAL. 6人の医師（スティーブン・エルドレッド）
- イナズマイレブン3 世界への挑戦!!（アナウンサー）
- 維新恋華 龍馬外伝（宮部鼎蔵）
- コール オブ デューティ ブラックオプス（武雄正樹）

2011年
- 地球防衛軍4（砲兵隊）
- Skyrim（アンカノ）

2014年
- マブラヴ オルタネイティヴ トータル・イクリプス（オルロフ軍曹）
- Wolfenstein: The New Order（セット・ロス）

2015年
- 地球防衛軍4.1 THE SHADOW OF NEW DESPAIR（砲兵隊）
- コール オブ デューティ ブラックオプス3（正木武雄〈タケオ・マサキ〉、武雄1.0）

2016年
- 三國志13

2018年
- コール オブ デューティ ブラックオプス4（正木武雄〈タケオ・マサキ〉、武雄1.0）

2020年
- ドラゴンクエストX いばらの巫女と滅びの神 オンライン（ジャンドガン）

2021年
- Black Survival（彰一、バニス、アレックス）
- Eternal Return（アレックス）

2022年
- グリムグリモア OnceMore（シャルトリューズ・グランド）
- タクティクスオウガ リボーン

2023年
- BLUE PROTOCOL

2024年
- ファイナルファンタジーVII リバース

### ドラマCD
- 今日の早川さん（神父）

### 吹き替え

#### 映画
- アイス・クエイク
- 悪魔を見た
- アフターライフ
- イースターラビットのキャンディ工場
- イントゥ・ザ・ブルー2
- エアベンダー
- キャプテン・アメリカ/ザ・ファースト・アベンジャー
- グリーン・ホーネット（電話の男）
- 恋する履歴書
- サハラ 死の砂漠を脱出せよ ※テレビ東京版
- シャーロック・ホームズ ※劇場公開版
- シャドー・ダンサー（ジェリー〈エイダン・ギレン〉）
- 宿敵 因縁のハットフィールド&マッコイ
- SUPER8/スーパーエイト
- ソウル・サーファー（レポーター）
- TEKKEN -鉄拳-（ブライアン・フューリー〈ゲイリー・ダニエルズ〉）
- 鉄拳 Kazuya's Revenge（ブライアン・フューリー〈ゲイリー・ダニエルズ〉）
- ハート・ロッカー
- パラノーマル・アクティビティ4（ダグ）
- バレッツ
- マリーゴールド・ホテルで会いましょう
- 密告・者
- メン・イン・ブラック3（ルナマックスの看守）
- ものすごくうるさくて、ありえないほど近い（先生）
- ラブリーボーン
- ロシアン・ルーレット（ジミー）

#### ドラマ
- ALPHAS/アルファズ
- アンフォゲッタブル 完全記憶捜査
- エデンの東
- キャッスル 〜ミステリー作家は事件がお好き
- 救命医ハンク セレブ診療ファイル
- グッド・ワイフ
- クリミナル・マインド7 FBI行動分析課
- コールドケース6
- コールドケース7 ザ・ファイナル
- コバート・アフェア CIA諜報員アニー
- ザ・パシフィック
- 三国志 Three Kingdoms（孫乾、徐晃 他）
- CSI:マイアミ8
- ジャイアント
- 続ハリーズ・ロー 裏通り法律事務所
- ディフェンダーズ 闘う弁護士
- ドリームハイ
- PERSON of INTEREST 犯罪予知ユニット
- 反撃のレスキュー・ミッション
- 犯罪捜査官 アナ・トラヴィス 孤独な叫び
- プッシング・デイジー 〜恋するパイメイカー〜
- プリズン・ブレイク
- フルハウスTAKE2（イ・ジュン）
- 弁護士イーライのふしぎな日常
- ユーリカ シーズン3
- レディプレジデント〜大物
- 私はラブ・リーガル2

#### アニメ
- アイアンマン ザ・アドベンチャーズ
- スポンジ・ボブ（ジャック・カフーナ・ラグーナ）※DVD版
- 勇者ソー 〜アスガルドの伝説〜 ※ディズニーXD版
- ルビー・グルーム（ガイコツ2）